# Ben Shapiro

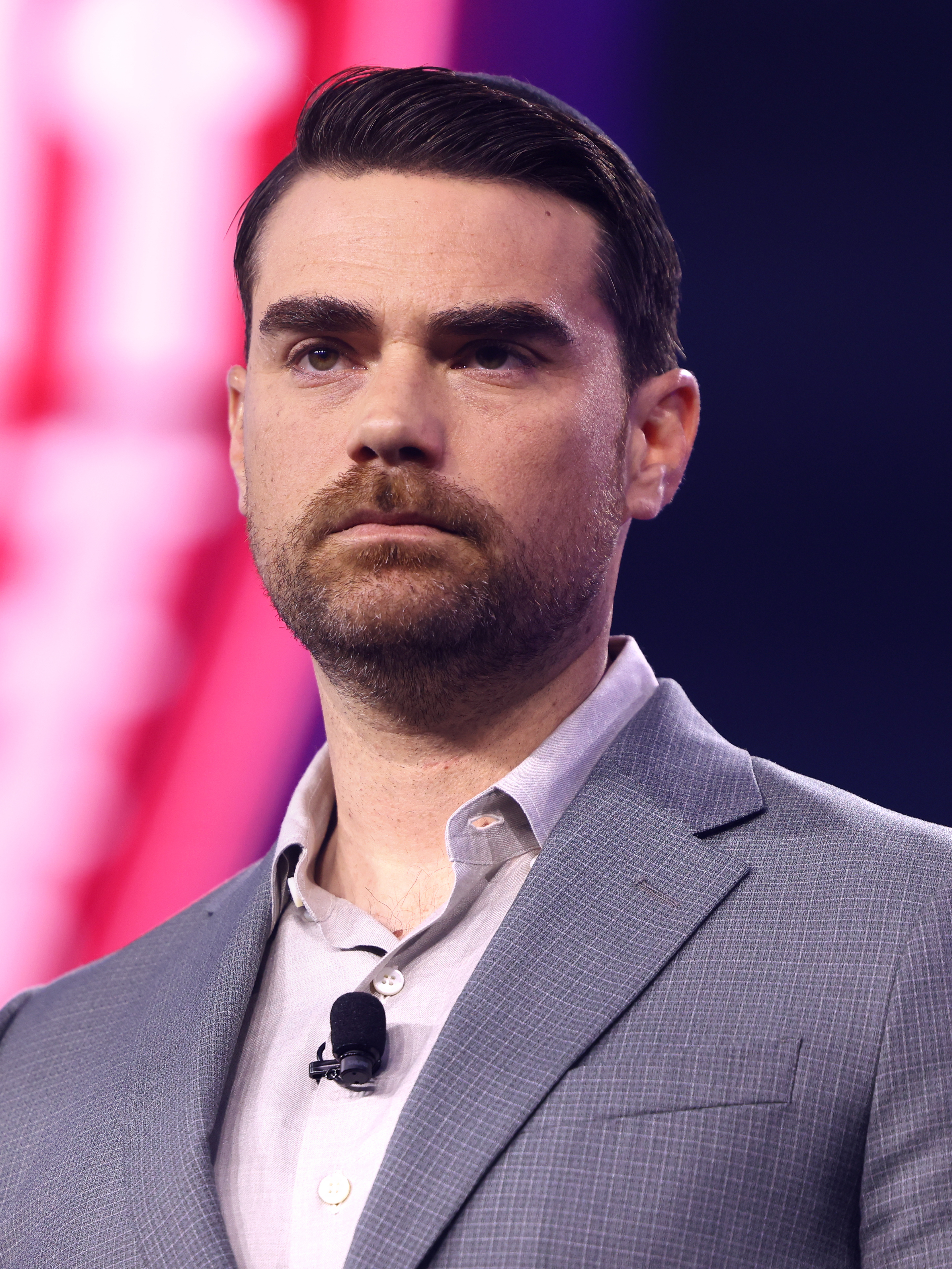
Ben Shapiro (2024)

Benjamin „Ben“ Aaron Shapiro (* 15. Januar 1984 in Burbank, Kalifornien) ist ein US-amerikanischer Autor, Rechtsanwalt und konservativer politischer Kommentator. Er ist Gründer und Chefredakteur der Nachrichtenseite The Daily Wire und Autor mehrerer politischer Bücher.

## Leben und Karriere
Ben Shapiro wuchs in Los Angeles auf. Er übersprang zwei Klassen und schloss mit 16 Jahren die Yeshiva University High School, eine jüdisch-orthodoxe Jungenschule in Los Angeles, ab. Mit 17 Jahren wurde Shapiro zum jüngsten US-amerikanischen nationalen Kolumnisten, angestellt von Creators Syndicate.
Im Alter von 20 Jahren erwarb Shapiro an der University of California, Los Angeles den Bachelor of Arts in Politikwissenschaft mit summa cum laude und wurde in die Phi-Beta-Kappa-Gesellschaft aufgenommen. Seine ersten zwei Bücher wurden vor seinem 21. Geburtstag veröffentlicht. 2007 machte er seinen Abschluss cum laude an der Harvard Law School.
Von 2012 bis 2016 war er bei Breitbart News angestellt. Er gründete The Daily Wire während seiner Zeit bei Breitbart News im September 2015.
Im selben Monat fing auch die The Ben Shapiro Show an, die täglich 250.000 bis 350.000 mal auf Soundcloud heruntergeladen wird. Sein YouTube-Kanal hat über 6,4 Mio. Abonnenten und eine Gesamtzahl von über 2,6 Mrd. Aufrufen (Stand Nov. 2023).
Laut einer Studie der Anti-Defamation League, die antisemitische Tweets zwischen August 2015 und Juli 2016 zählte, war Shapiro mit über 7.400 Tweets gegen ihn der am meisten angegriffene Journalist.
2008 heiratete Shapiro die Ärztin Mor Toledano. Das Ehepaar hat vier Kinder.

## Ansichten

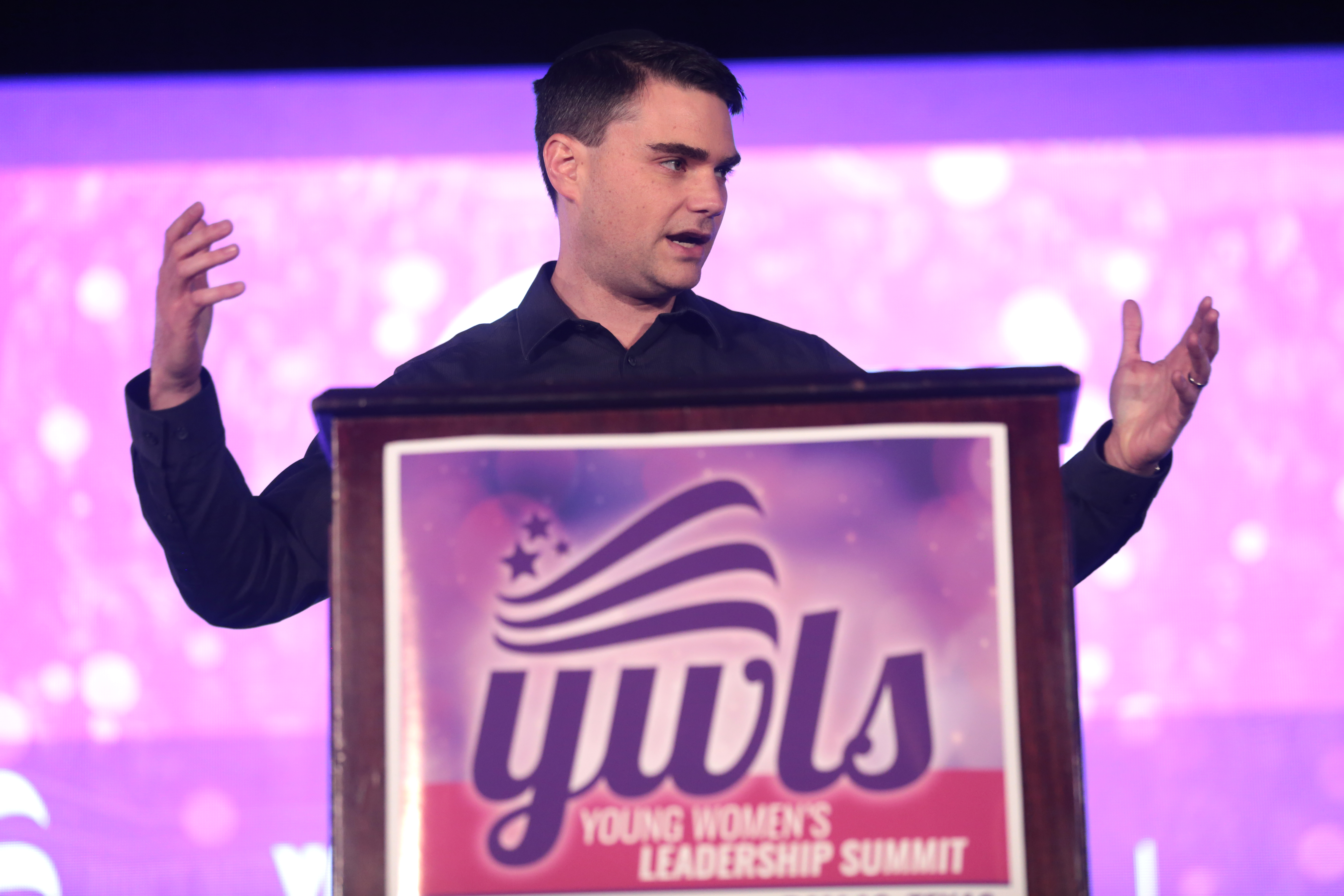
Shapiro beim Young Women’s Leadership Summit 2018 in Dallas

Im August 2018 bat Shapiro die Demokratin Alexandria Ocasio-Cortez um eine öffentliche Debatte. Im Gegenzug würde sie 10.000 US-Dollar für ihre Wahlkampagne oder für eine wohltätige Einrichtung ihrer Wahl erhalten. Ocasio-Cortez verglich dieses Angebot mit Catcalling, einer Form der sexuellen Belästigung.

### Amerikanische Präsidentschaftswahl
Bei den Präsidentschaftswahlen 2016 war Shapiros bevorzugter Kandidat Ted Cruz; Donald Trump als republikanischen Kandidaten lehnte er ab. Seiner Ansicht nach waren die meisten Stimmen für Trump vielmehr eine Stimme gegen Hillary Clinton.
Bei den Präsidentschaftswahlen 2020 unterstützte Shapiro Donald Trump. Er kritisierte jedoch dessen Versuch, sich vor Auszählung der Stimmen zum Sieger zu erklären, als „unverantwortlich“, Trump habe die Wahl noch keinesfalls gewonnen.

### Schwangerschaftsabbruch
Shapiro befürwortet ein vollständiges Verbot von Schwangerschaftsabbrüchen, auch bei Schwangerschaften durch Vergewaltigung, Inzest oder einer hohen Wahrscheinlichkeit für eine schwere Behinderung für das Kind, außer bei Gefahr für die Gesundheit der Mutter. Er bezeichnete Frauen, die ihre Schwangerschaft abbrechen, als baby killers (deutsches Äquivalent etwa Kindesmörderinnen). 
Beim March for Life 2019 in der Hauptstadt Washington bezeichnete er Schwangerschaftsabbrüche als Gewaltakte.

## Werke
- Brainwashed: How Universities Indoctrinate America's Youth. WND Books, Nashville 2004, ISBN 0-7852-6148-6.
- Porn Generation: How Social Liberalism Is Corrupting Our Future. Regnery, Washington, DC 2013, ISBN 0-89526-016-6.
- Project President: Bad Hair and Botox on the Road to the White House. Thomas Nelson, Nashville 2008, ISBN 1-59555-100-X.
- Primetime Propaganda: The True Hollywood Story of How the Left Took Over Your TV. Broadside Books, New York 2011, ISBN 978-0-06-193477-3.
- Bullies: How the Left's Culture of Fear and Intimidation Silences America. Threshold Editions, New York 2013, ISBN 1-4767-1001-5.
- The People vs. Barack Obama: The Criminal Case Against the Obama Administration. Threshold Editions, New York 2014, ISBN 1-4767-6513-8.
- A Moral Universe Torn Apart. Creator's Publishing, 2014, ISBN 978-1-945630-02-6.
- What's Fair and Other Short Stories. Revolution Books, 2015
- True Allegiance. Post Hill Press, New York 2016, ISBN 1-68261-077-2.
- The Right Side of History: How Reason and Moral Purpose Made the West Great, Broadside Books, 2019, ISBN 978-0-06-285790-3.
- Facts Don't Care about Your Feelings ISBN 978-1-949673-16-6. Creators Publishing: November 2019
- Catastrophic Thinking ISBN 978-1-949673-26-5. Creators Publishing: Februar 2020.
- Facts (Still) Don't Care About Your Feelings ISBN 978-1-949673-16-6. Creators Publishing: September 2020
- The Authoritarian Moment: How the Left Weaponized America's Institutions Against Dissent ISBN 978-0-06-300182-4. Broadside Books: Juli 2021.